# Niko Grafenauer
Niko Grafenauer (ur. 5 grudnia 1940 w Lublanie) – słoweński poeta, eseista, historyk i teoretyk literatury, redaktor oraz tłumacz. Jest szczególnie znany jako twórca literatury dziecięcej, bierze aktywny udział w życiu publicznym Słowenii. Udziela się zwłaszcza w konserwatywnych i liberalno-konserwatywnych mediach.
Urodził się w Lublanie, stolicy Słowenii (wówczas była częścią Królestwa Jugosławii) w biednej rodzinie robotniczej. Oboje jego rodzice zmarli w pierwszym roku jego życia. Dzieciństwo spędził ze starszą siostrą w miasteczku Velike Lašče. Do szkoły uczęszczał w Cerknicy. W późniejszym czasie kontynuował naukę na Wydziale Filozoficznym Uniwersytetu Lublańskiego, gdzie ukończył studia z zakresu historii literatury.
Już w latach pięćdziesiątych zaczął publikować poezję, zwłaszcza w czasopiśmie literackim Sodobnost. W 1982 był jednym z założycieli alternatywnego magazynu opozycyjnego Nova revija. W latach 90. XX wieku i na początku XXI wieku był jego redaktorem naczelnym.
Grafenauer rozpoczął swoją karierę pisarską pisząc głównie książki dla dzieci, z których najsłynniejszymi była kolekcja Pedenjped opowiadająca o przygodach niegrzecznego, upartego, niezdarnego, ale niezależnego i kreatywnego chłopca. Pod wpływem filozofii, zwłaszcza heideggerianizmu i hermeneutyki, Grafenauer zaczął tworzyć poezję refleksyjną.
Obecnie mieszka w Lublanie i jest aktywnym członkiem kilku ruchów społecznych, w szczególności Zbora za republiko. Od 2009 roku jest członkiem Słoweńskiej Akademii Nauki i Sztuki. 

## Twórczość

### Poezja
- Dramilo v petdesetih epigramih Nika Grafenauerja
- Samota
- Izbrisi
- Palimpsesti
- Pesmi
- Štukature
- Stiska jezika
- Večer pred praznikom

### Literatura dziecięca i młodzieżowa
- Možbeseda Pedenjped
- Sonce nad vodometi
- Skrivnosti
- Stara Ljubljana
- Kam pelje vlak
- Lokomotiva
- Nebotičniki
- Kaj ima sonce najraje
- Zmajček razgrajaček
- Abeceda
- Avtozaver
- Sredi polja rdeči mak
- Kako boben ropota
- Kaj je na koncu sveta
- Živali v gozdu
- Živali na polju
- Živali na dvorišču
- Pedenjped
- Mahajana in druge pravljice o Majnici

- Majhnica in Katrca Škrateljca
- Majhnica

### Eseje i publicystyka
- Tretja beseda
- Album slovenskih pisateljev
- Izročenost pesmi
- Kritika in poetika
- Pesniški svet Srečka Kosovela